# 東雲水生
東雲 水生（しののめ みずお、8月4日 - ）は、日本の漫画家。女性。

## 作品

### 単行本
- 月読館の彼女（竹書房）全1巻、（一迅社）新装版
- プリンセスチュチュ（秋田書店）全2巻 ※原作：伊藤郁子、佐藤順一
- 無敵のダーリン!（竹書房）全1巻
- 夢見るように恋したいッ!（竹書房）全1巻
- ちびもの〜ちびのもののけ〜（もえよん→コミックハイ!〈双葉社〉）全3巻
- 初恋姉妹（百合姉妹〈マガジン・マガジン〉、コミック百合姫〈一迅社〉）全3巻
- 満月の夜に悪魔のKISS（竹書房）全1巻
- 無敵のハニー（竹書房）全1巻
- 花のヒメゴト（ぶんか社）全1巻
- ラブリーズ!!（同名作品を含む短編集〈幻冬舎コミックス〉）
- 甘忍少女あずき（コミックハイ!→COMIC SEED!〈共に双葉社〉）
- 猫目堂ココロ譚〜シリーズ（コミック百合姫〈一迅社〉）全3巻
  - 百合心中
  - 少女薄命
  - 恋愛彼岸
- カルボナードクラウン（ケータイまんがタウン〈双葉社〉）
- ハダカの純愛（松文館）
- Honey Moon（一迅社）
- 絶対少女アストライア（コミック百合姫S〈一迅社〉）

### 電子書籍
- 箱庭のサロメ（松文館）全9話
- 知らない恋を綴る繭（秋水社）

### イラスト
- 麻生一枝『科学でわかる男と女の心と脳』（SBクリエイティブ、サイエンス・アイ新書、2010年、ISBN 978-4-7973-5623-6）